# Перемішувач

Лопатева мішалка Турботрон.

Перемішувач (рос. перемешиватель, англ. agitator, mixer; нім. Mischmaschine f, Mischer m, Rührer m) — машина для перемішування пульпи і підтримування твердих частинок в завислому стані. Широко застосовується при збагаченні корисних копалин, гідравлічному транспортуванні вугілля та руди, приготуванні суспензій тощо.
За принципом дії розрізняють П.
- гідравлічні,
- механічні,
- пневматичні,
- струминні (гідродинамічні),
- електромагнітно-механічні.

## ПЕРЕМІШУВАЧ ГІДРАВЛІЧНИЙ
ПЕРЕМІШУВАЧ ГІДРАВЛІЧНИЙ — пристрій, який забезпечує перемішування гідросуміші за рахунок створення високошвидкісного потоку рідини. Застосовується зокрема, для рівномірного розподілу компонентів бурового розчину. З цією метою використовують гідравліч-ні перемішувачі типів 4УПГ, ПС і ПГС.
Перемішувач 4УПГ (рис. 1) складається з руків'я 1, корпуса 2, трійника 3, в якому обертається ствол 4 та насадки 5. Буровий розчин подається насосом у корпус перемішувача, звідки через трійник і ствол він надходить до насадки. Тут потік істотно прискорюється і з великою швидкістю викидається з насадки. Прокручуючи ствол руків'ям оператор направляє струмінь бурового розчину у застійні зони, що сприяє залученню всього об'єму бурового розчину до циркуляції і гомогенізації. При цьому тверді компоненти диспергуються, а рідкі емульгуються. Робочий тиск перемішувача 4УПГ — 4 МПа. У його аналога — перемішувача ПГ — 6 МПа.
Гідравлічний самообертовий перемішувач ПГС (рис. 2) складається з приймального патрубка 1, ствола 2, змінних насадок 4 з гайками 3, хрестовини 6 з корками-заглушками 5, двох колін 7 з різьбовими ніпелями. Перемішування рідини відбувається без втручання оператора. Буровий розчин, який подається у ствол перемішувача, з великою швидкістю викидається з насадок у протилежних напрямках. Це створює реактивну силу, що змушує хрестовину обертатися у підшипнику. Найбільший робочий тиск — 4 МПа.

### Впровадження
У 1958 р. в Україні на Прикарпатті розроблено гідромішалку для приготування промивального глинистого розчину гідромоніторним способом, яка дала можливість збільшити продуктивність праці у 20 разів.

## ПЕРЕМІШУВАЧ МЕХАНІЧНИЙ
ПЕРЕМІШУВАЧ МЕХАНІЧНИЙ — перемішувач, в якому робочим органом є механічний перемішуючий пристрій, наприклад, імпелерна мішалка, мішалка типу «білчине колесо» тощо. Одним з поширених П.м. при масляній аґломерації є турботрон — триімпелерна мішалка спеціальної конструкції.

### ПЕРЕМІШУВАЧ ЕЛЕКТРОМАГНІТНО-МЕХАНІЧНИЙ
ПЕРЕМІШУВАЧ ЕЛЕКТРОМАГНІТНО-МЕХАНІЧНИЙ — перемішувач, принцип роботи якого базується на використанні індуктора електромагнітного поля і феромагнітних тіл, які можуть вільно пересуватися в рідині (гідросуміші), що перемішується.

## ПЕРЕМІШУВАЧ ПНЕВМАТИЧНИЙ
ПЕРЕМІШУВАЧ ПНЕВМАТИЧНИЙ — перемішувач, в якому робочим органом є перемішуючий пристрій, що рухає пульпу стисненим повітрям. Див. барботування, пачук.

## ПЕРЕМІШУВАЧ ПНЕВМОМЕХАНІЧНИЙ
ПЕРЕМІШУВАЧ ПНЕВМОМЕХАНІЧНИЙ — перемішувач, в якому робочим органом є перемішуючий при-стрій, що рухає пульпу сумісною дією рухомого механізму і стиснутого повітря.

## ПЕРЕМІШУВАЧ СТРУМИННИЙ
ПЕРЕМІШУВАЧ СТРУМИННИЙ — перемішувач, в якому робочим органом є струминний перемішуючий пристрій.